# Hanceville
La ville américaine de Hanceville est située dans le comté de Cullman, dans l’État de l’Alabama. Lors du recensement de 2010, sa population s’élevait à 3 096 habitants.

## Personnalités liées à la ville
La chanteuse de gospel Candi Staton est née à Hanceville en 1940.

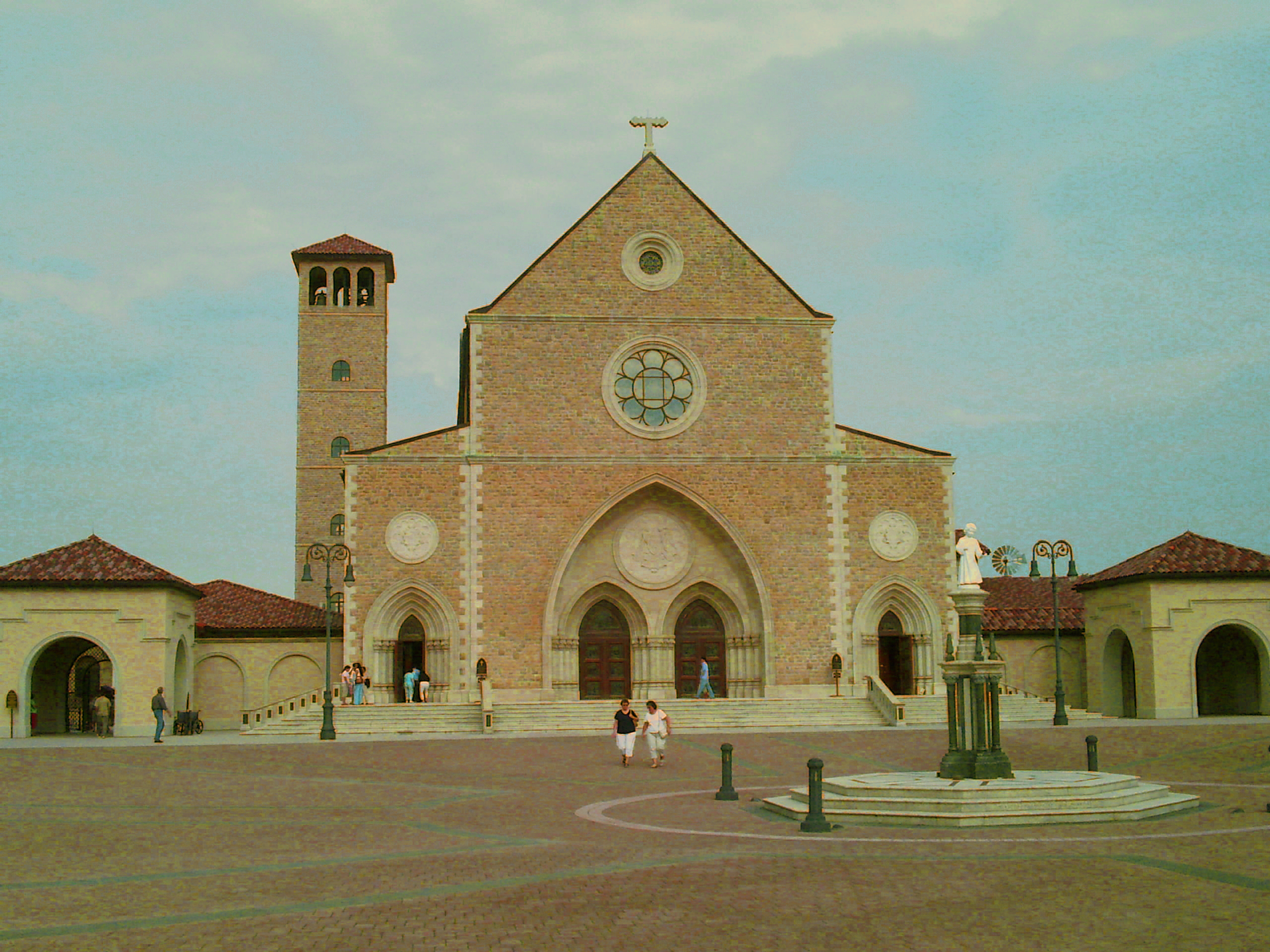
Le Sanctuaire du Très Saint Sacrement

## Démographie
| 1880 | 1910 | 1920 | 1930 | 1940 | 1950 | 1960  | 1970  |
| ---- | ---- | ---- | ---- | ---- | ---- | ----- | ----- |
| 150  | 464  | 441  | 780  | 650  | 775  | 1 174 | 2 027 |

| 1980  | 1990  | 2000  | 2010  | - | - | - | - |
| ----- | ----- | ----- | ----- | - | - | - | - |
| 2 220 | 2 246 | 2 951 | 2 982 | - | - | - | - |

## Source
- (en) Cet article est partiellement ou en totalité issu de l’article de Wikipédia en anglais intitulé « Hanceville, Alabama » (voir la liste des auteurs).